# Vòng loại Giải vô địch bóng đá thế giới 1986 – Khu vực châu Phi

Dưới đây là các mốc thời gian và kết quả thi đấu của vòng loại Vòng loại Giải vô địch bóng đá thế giới 1986 – Khu vực châu Phi (CAF) . Để có cái nhìn tổng quan hơn, xem bài viết chính: Vòng loại Giải vô địch bóng đá thế giới 1986.
Tổng cộng có 29 đội tuyển châu Phi đăng ký tham dự vòng loại. Khu vực này được phân bổ 2 suất (trong tổng số 24 suất) tham dự vòng chung kết.

## Thể thức
Thể thức thi đấu gồm 4 vòng:
- Vòng 1: 3 đội – Algeria, Cameroon và Ghana – được đặc cách vào thẳng Vòng 2. 26 đội còn lại được bốc thăm thi đấu loại trực tiếp theo thể thức lượt đi – lượt về. Các đội thắng sẽ giành quyền vào Vòng 2.
- Vòng 2 và Vòng 3: Các đội tiếp tục thi đấu theo thể thức loại trực tiếp lượt đi – lượt về. Các đội thắng tiến vào vòng tiếp theo cho đến khi chỉ còn lại 4 đội.
- Vòng cuối: 4 đội còn lại được chia thành 2 cặp, thi đấu lượt đi – lượt về. Hai đội thắng sẽ giành suất chính thức tham dự FIFA World Cup 1986.

## Vòng 1
| Đội 1        | TTS         | Đội 2    | Lượt đi | Lượt về |
| ------------ | ----------- | -------- | ------- | ------- |
| Ai Cập       | 2–1         | Zimbabwe | 1–0     | 1–1     |
| Kenya        | 5–4         | Ethiopia | 2–1     | 3–3     |
| Mauritius    | 0–5         | Malawi   | 0–1     | 0–4     |
| Zambia       | 3–1         | Uganda   | 3–0     | 0–1     |
| Tanzania     | 1–1 (a)     | Sudan    | 1–1     | 0–0     |
| Sierra Leone | 0–5         | Maroc    | 0–1     | 0–4     |
| Bénin        | 0–6         | Tunisia  | 0–2     | 0–4     |
| Bờ Biển Ngà  | 6–3         | Gambia   | 4–0     | 2–3     |
| Nigeria      | 4–0         | Liberia  | 3–0     | 1–0     |
| Angola       | 1–1 (4–3 p) | Sénégal  | 1–0     | 0–1     |
| Madagascar   | w/o         | Lesotho  | —       | —       |
| Libya        | w/o         | Niger    | —       | —       |
| Guinée       | w/o         | Togo     | —       | —       |
| Algérie      | Bye         |          |         |         |
| Cameroon     | Bye         |          |         |         |
| Ghana        | Bye         |          |         |         |

| Ai Cập     | 1–0 | Zimbabwe |
| ---------- | --- | -------- |
| Mayhoub 7' |     |          |

| Zimbabwe        | 1–1 | Ai Cập       |
| --------------- | --- | ------------ |
| Sedki 9' (l.n.) |     | Suleiman 34' |

Ai Cập thắng với tổng tỉ số 2–1 và giành quyền vào Vòng 2.
| Kenya                 | 2–1 | Ethiopia   |
| --------------------- | --- | ---------- |
| Masiga 16' · Tabu 57' |     | Kebede 19' |

| Ethiopia                            | 3–3 | Kenya                                |
| ----------------------------------- | --- | ------------------------------------ |
| Haile 9' · Tesfaye 37' · Kebede 80' |     | Ayoyi 48' · Masiga 56' · Onyango 88' |

Kenya thắng với tổng tỉ số 5–4 và giành quyền vào Vòng 2.
| Mauritius | 0–1 | Malawi    |
| --------- | --- | --------- |
|           |     | Phuka 44' |

| Malawi                                          | 4–0 | Mauritius |
| ----------------------------------------------- | --- | --------- |
| Sinalo 2', 89' · Leclézio 48' (l.n.) · Waya 84' |     |           |

Malawi thắng với tổng tỉ số 5–0 và giành quyền vào Vòng 2.
| Zambia                                 | 3–0 | Uganda |
| -------------------------------------- | --- | ------ |
| Hangunyu 44' · Msiska 51' · Bwalya 89' |     |        |

| Uganda       | 1–0 | Zambia |
| ------------ | --- | ------ |
| Katerega 73' |     |        |

Zambia thắng với tổng tỉ số 3–1 và giành quyền vào Vòng 2.
| Tanzania | 1–1 | Sudan     |
| -------- | --- | --------- |
| Tino 28' |     | Mazda 68' |

| Sudan | 0–0 | Tanzania |
| ----- | --- | -------- |
|       |     |          |

Sudan hòa 1–1 sau hai lượt trận và đi tiếp nhờ luật bàn thắng sân khách, giành quyền vào Vòng 2.
| Sierra Leone | 0–1 | Maroc        |
| ------------ | --- | ------------ |
|              |     | M. Merry 87' |

| Maroc                                               | 4–0 | Sierra Leone |
| --------------------------------------------------- | --- | ------------ |
| M. Merry 34', 77' · Dahane 51' (ph.đ.) · Labied 81' |     |              |

Maroc thắng với tổng tỉ số 5–0 và giành quyền vào Vòng 2.
| Bénin | 0–2 | Tunisia                |
| ----- | --- | ---------------------- |
|       |     | Jeridi 63' · Gasri 86' |

| Tunisia                                   | 4–0 | Bénin |
| ----------------------------------------- | --- | ----- |
| Jeridi 5', 16' · Rakbaoui 56' · Gasri 74' |     |       |

Tunisia thắng với tổng tỉ số 6–0 và giành quyền vào Vòng 2.
| Bờ Biển Ngà                                 | 4–0 | Gambia |
| ------------------------------------------- | --- | ------ |
| Traoré 47', 62' · N'Dri 66' · Ben Salah 84' |     |        |

| Gambia                           | 3–2 | Bờ Biển Ngà            |
| -------------------------------- | --- | ---------------------- |
| Sowe 22' · Ndour 66' · Wadda 81' |     | Traoré 40' · Tiéhi 54' |

Bờ Biển Ngà thắng với tổng tỉ số 6–3 và giành quyền vào Vòng 2.
| Nigeria                       | 3–0 | Liberia |
| ----------------------------- | --- | ------- |
| Edobor 7', 15' · Adeshina 78' |     |         |

| Liberia | 0–1 | Nigeria    |
| ------- | --- | ---------- |
|         |     | Temile 42' |

Nigeria thắng với tổng tỉ số 4–0 và giành quyền vào Vòng 2.
| Angola  | 1–0 | Sénégal |
| ------- | --- | ------- |
| Ivo 57' |     |         |

| Sénégal           | 1–0 (s.h.p.) | Angola |
| ----------------- | ------------ | ------ |
| Sèye 24'          |              |        |
| Loạt sút luân lưu |              |        |
|                   | 3 – 4        |        |

Angola  hòa 1–1 sau hai lượt trận và giành chiến thắng trên chấm luân lưu để vào Vòng 2.
| Madagascar | w/o | Lesotho |
| ---------- | --- | ------- |
|            |     | Rút lui |

Madagascar được đặc cách vào Vòng 2 do Lesotho rút lui.
| Libya | w/o | Niger   |
| ----- | --- | ------- |
|       |     | Rút lui |

Libya được đặc cách vào Vòng 2 do Niger rút lui.
| Guinée | w/o | Togo    |
| ------ | --- | ------- |
|        |     | Rút lui |

Guinea được đặc cách vào Vòng 2 do Togo rút lui.

## Vòng 2
| Đội 1       | TTS         | Đội 2      | Lượt đi | Lượt về |
| ----------- | ----------- | ---------- | ------- | ------- |
| Zambia      | 5–2         | Cameroon   | 4–1     | 1–1     |
| Maroc       | 2–0         | Malawi     | 2–0     | 0–0     |
| Angola      | 2–3         | Algérie    | 0–0     | 2–3     |
| Kenya       | 1–6         | Nigeria    | 0–3     | 1–3     |
| Ai Cập      | 1–1 (3–2 p) | Madagascar | 1–0     | 0–1     |
| Guinée      | 1–2         | Tunisia    | 1–0     | 0–2     |
| Sudan       | 0–4         | Libya      | 0–0     | 0–4     |
| Bờ Biển Ngà | 0–2         | Ghana      | 0–0     | 0–2     |

| Zambia                            | 4–1 | Cameroon       |
| --------------------------------- | --- | -------------- |
| Chabala 24', 38', 40' · Njovu 28' |     | Kana-Biyik 70' |

| Cameroon   | 1–1 | Zambia      |
| ---------- | --- | ----------- |
| M'Fédé 31' |     | Chilengi 5' |

Zambia thắng với tổng tỉ số 5–2 và giành quyền vào Vòng 3.
| Maroc                                | 2–0 | Malawi |
| ------------------------------------ | --- | ------ |
| El Haddaoui 10' · Dahane 75' (ph.đ.) |     |        |

| Malawi | 0–0 | Maroc |
| ------ | --- | ----- |
|        |     |       |

Maroc thắng với tổng tỉ số 2–0 và giành quyền vào Vòng 3.
| Angola | 0–0 | Algérie |
| ------ | --- | ------- |
|        |     |         |

| Algérie                                | 3–2 | Angola                  |
| -------------------------------------- | --- | ----------------------- |
| Mansouri 14' · Menad 42' · Bouiche 65' |     | Jesus 78' · Machado 83' |

Algeria thắng với tổng tỉ số 3–2 và giành quyền vào Vòng 3.
| Kenya | 0–3 | Nigeria                             |
| ----- | --- | ----------------------------------- |
|       |     | Edobor 12' · Keshi 45' · Yekini 47' |

| Nigeria                              | 3–1 | Kenya      |
| ------------------------------------ | --- | ---------- |
| Sadi 18' · Yekini 20' · Sofoluwe 89' |     | Masiga 36' |

Nigeria thắng với tổng tỉ số 6–1 và giành quyền vào Vòng 3.
| Ai Cập       | 1–0 | Madagascar |
| ------------ | --- | ---------- |
| Suleiman 64' |     |            |

| Madagascar        | 1–0 (s.h.p.) | Ai Cập |
| ----------------- | ------------ | ------ |
| Rafanodina 57'    |              |        |
| Loạt sút luân lưu |              |        |
|                   | 2 – 3        |        |

Ai Cập hòa 1–1 sau hai lượt trận và giành chiến thắng trên chấm luân lưu để vào Vòng 3.
| Guinée    | 1–0 | Tunisia |
| --------- | --- | ------- |
| Diaby 14' |     |         |

| Tunisia                 | 2–0 | Guinée |
| ----------------------- | --- | ------ |
| Braham 24' · Hsoumi 80' |     |        |

Tunisia thắng với tổng tỉ số 2–1 và giành quyền vào Vòng 3.
| Sudan | 0–0 | Libya |
| ----- | --- | ----- |
|       |     |       |

| Libya                                                       | 4–0 | Sudan |
| ----------------------------------------------------------- | --- | ----- |
| Ben Brahim 53' · Al-Beshari 55' · Al-Maadani 61' · Bani 71' |     |       |

Libya thắng với tổng tỉ số 4–0 và giành quyền vào Vòng 3.
| Bờ Biển Ngà | 0–0 | Ghana |
| ----------- | --- | ----- |
|             |     |       |

| Ghana                  | 2–0 | Bờ Biển Ngà |
| ---------------------- | --- | ----------- |
| Nti 50' · Alhassan 79' |     |             |

Ghana thắng với tổng tỉ số 2–0 và giành quyền vào Vòng 3.

## Vòng 3
| Đội 1   | TTS | Đội 2   | Lượt đi | Lượt về |
| ------- | --- | ------- | ------- | ------- |
| Algérie | 3–0 | Zambia  | 2–0     | 1–0     |
| Ghana   | 0–2 | Libya   | 0–0     | 0–2     |
| Nigeria | 1–2 | Tunisia | 1–0     | 0–2     |
| Ai Cập  | 0–2 | Maroc   | 0–0     | 0–2     |

| Algérie                    | 2–0 | Zambia |
| -------------------------- | --- | ------ |
| Bensaoula 15' · Madjer 84' |     |        |

| Zambia | 0–1 | Algérie       |
| ------ | --- | ------------- |
|        |     | Bensaoula 78' |

Algeria thắng với tổng tỉ số 3–0 và giành quyền vào Vòng cuối.
| Ghana | 0–0 | Libya |
| ----- | --- | ----- |
|       |     |       |

| Libya                                | 2–0 | Ghana |
| ------------------------------------ | --- | ----- |
| Al-Senussi 33' · Al-Qadi 70' (ph.đ.) |     |       |

Libya won 2–0 on agg. and advanced to the Final Round.
| Nigeria   | 1–0 | Tunisia |
| --------- | --- | ------- |
| Isima 77' |     |         |

| Tunisia        | 2–0 | Nigeria |
| -------------- | --- | ------- |
| Jeridi 8', 28' |     |         |

Tunisia thắng với tổng tỉ số 2–1 và giành quyền vào Vòng cuối.
| Ai Cập | 0–0 | Maroc |
| ------ | --- | ----- |
|        |     |       |

| Maroc                        | 2–0 | Ai Cập |
| ---------------------------- | --- | ------ |
| Timoumi 37' · Bouderbala 82' |     |        |

Maroc thắng với tổng tỉ số 2–0 và giành quyền vào Vòng cuối.

## Vòng cuối
| Đội 1   | TTS | Đội 2   | Lượt đi | Lượt về |
| ------- | --- | ------- | ------- | ------- |
| Tunisia | 1–7 | Algérie | 1–4     | 0–3     |
| Maroc   | 3–1 | Libya   | 3–0     | 0–1     |

| Tunisia      | 1–4 | Algérie                                     |
| ------------ | --- | ------------------------------------------- |
| Rakbaoui 16' |     | Madjer 24' · Menad 43', 87' · Kaci-Saïd 67' |

| Algérie                          | 3–0 | Tunisia |
| -------------------------------- | --- | ------- |
| Madjer 8' · Menad 34' · Yahi 78' |     |         |

Algeria thắng với tổng tỉ số 7–1 và chính thức giành quyền tham dự FIFA World Cup 1986.
| Maroc                                            | 3–0 | Libya |
| ------------------------------------------------ | --- | ----- |
| Merry 44' (ph.đ.) · Timoumi 85' · Bouderbala 90' |     |       |

| Libya          | 1–0 | Maroc |
| -------------- | --- | ----- |
| Al-Farjani 43' |     |       |

Maroc thắng với tổng tỉ số 3–1 và chính thức giành quyền tham dự FIFA World Cup 1986.

## Đội tuyển vượt qua vòng loại
| Đội tuyển | Tư cách vượt qua vòng loại | Ngày vượt qua vòng loại | Số lần tham dự FIFA World Cup trước đây |
| --------- | -------------------------- | ----------------------- | --------------------------------------- |
| Algérie   | Chiến thắng Vòng cuối      | 18 tháng 10 năm 1985    | 1 (1982)                                |
| Maroc     | Chiến thắng Vòng cuối      | 18 tháng 10 năm 1985    | 1 (1970)                                |

## Cầu thủ ghi bàn
5 bàn thắng
- Bassam Jeridi

4 bàn thắng
- Djamel Menad
- Mustapha Merry

3 bàn thắng
- Rabah Madjer
- Abdoulaye Traoré
- Joe Masiga
- Michael Chabala

2 bàn thắng
- Tedj Bensaoula
- Emad Suleiman
- Mulugeta Kebede
- Frank Sinalo
- Aziz Bouderbala
- Saad Dahane
- Mohamed Timoumi
- Humphrey Edobor
- Rashidi Yekini
- Mohamed Gasri
- Abdelkader Rakbaoui

1 bàn thắng
- Nasser Bouiche
- Mohamed Kaci-Saïd
- Faouzi Mansouri
- Hocine Yahi
- Jesus
- Eduardo Machado
- Ivo Raimundo Traça
- André Kana-Biyik
- Louis-Paul M'Fédé
- Oumar Ben Salah
- Kouassi N'Dri
- Joël Tiéhi
- Alaa Mayhoub
- Gebremedhin Haile
- Dagne Tesfaye
- Cheikh Ndour
- Baboucar Sowe
- Bai Malleh Wadda
- George Alhassan
- Opoku Nti
- Alsény Diaby
- Sammy Ayoyi
- Sammy Onyango
- Sam Tabu
- Ali Al-Beshari
- Abdel Razak Al-Farjani
- Ibrahim Al-Maadani
- Ayad Al-Qadi
- Reda Al-Senussi
- Aboubaker Bani
- Abubaker Ben Brahim
- Herilia Rafanodina
- Ricky Phuka
- Harry Waya
- Mustapha El Haddaoui
- Khalid Labied
- Ademola Adeshina
- Fatai Amoo
- Okey Isima
- Stephen Keshi
- Dahiru Sadi
- Yisa Sofoluwe
- Clement Temile
- Abdou Karim Sèye
- Mazda
- Peter Tino
- Hakim Braham
- Lotfi Hsoumi
- Godfrey Katerega
- Kalusha Bwalya
- Jones Chilengi
- Fanny Hangunyu
- Lucky Msiska
- Aaron Njovu

1 bàn phản lưới nhà
- Hamada Sedki (trong trận gặp Zimbabwe)
- Bernard Leclézio (trong trận gặp Malawi)